# Camp evanescent

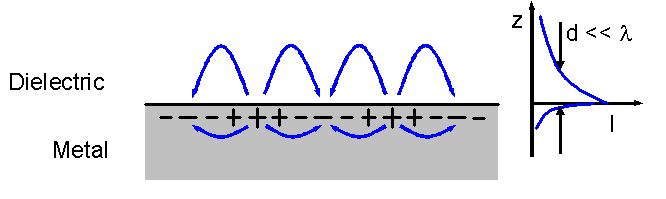
Representació esquemàtica d'una ona superficial (polariton plasmó superficial) que es propaga al llarg d'una interfície metall-dielèctrica. Els camps allunyats de la superfície moren de manera exponencial (gràfic de la dreta) i, per tant, aquests camps es descriuen com a evanescents en la direcció z.

En electromagnètica, un camp evanescent, o ona evanescent, és un camp elèctric i/o magnètic oscil·lant que no es propaga com a ona electromagnètica però l'energia del qual es concentra espacialment al voltant de la font (càrregues i corrents oscil·lants). Fins i tot quan es produeix una ona electromagnètica que es propaga (per exemple, per una antena transmissora), encara es pot identificar com a camp evanescent el component del camp elèctric o magnètic que no es pot atribuir a l'ona de propagació observada a una distància de moltes longituds d'ona ( com el camp llunyà d'una antena de transmissió).
Un segell distintiu d'un camp evanescent és que no hi ha flux net d'energia en aquesta regió. Com que el flux net d'energia electromagnètica ve donat pel vector de Poynting mitjà, això significa que el vector de Poynting en aquestes regions, tal com es fa la mitjana durant un cicle d'oscil·lació complet, és zero.

## Ús del terme
En molts casos, no es pot dir simplement que un camp és o no "evanescent", tenint la mitjana del vector de Poynting a zero en alguna direcció (o totes les direccions). En la majoria dels casos en què existeixen, els camps evanescents simplement es pensen i es refereixen al mateix que tots els altres camps elèctrics o magnètics implicats, sense cap reconeixement especial de l'evanescència d'aquests camps. L'ús del terme es limita principalment a distingir una part d'un camp o solució en aquells casos en què només es podria esperar els camps d'una ona que es propaga.
Per exemple, a la il·lustració de la part superior de l'article, l'energia es porta efectivament en direcció horitzontal. Tanmateix, en la direcció vertical, la intensitat del camp disminueix exponencialment amb l'augment de la distància sobre la superfície. Això deixa la major part del camp concentrat en una fina capa límit molt a prop de la interfície; per aquest motiu, es coneix com a ona superficial. Tanmateix, malgrat que l'energia flueix horitzontalment, al llarg de la vertical no hi ha propagació neta d'energia lluny de (o cap a) la superfície, de manera que es podria descriure correctament el camp com a "evanescent en la direcció vertical". Aquest és un exemple de la dependència del context del terme.
Els aparells electrònics quotidians i els aparells elèctrics estan envoltats de grans camps que són evanescents; el seu funcionament implica tensions alternes (que produeixen un camp elèctric entre ells) i corrents alterns (produeixen un camp magnètic al seu voltant) que s'espera que només portin energia al llarg dels cables interns, però no cap a l'exterior dels dispositius. Tot i que el terme "evanescent" no s'esmenta en aquest context ordinari, els dissenyadors dels aparells encara poden estar preocupats per mantenir l'evanescència, per tal d'evitar o limitar la producció d'una ona electromagnètica que es propaga, la qual cosa comportaria pèrdues de radiació, ja que una propagació l'ona "roba" la seva potència dels circuits o dona interferències no desitjades.
El terme "camp evanescent" sorgeix en diversos contextos on hi ha implicada una ona electromagnètica que es propaga (encara que estigui confinada). Aleshores, el terme diferencia els components del camp electromagnètic que acompanyen l'ona que es propaga, però que no es propaguen per si mateixos. En altres casos similars, on normalment s'esperaria una ona electromagnètica propagada (com la llum refractada a la interfície entre el vidre i l'aire), el terme s'invoca per descriure aquella part del camp on l'ona es suprimeix (com la llum que viatja). a través del vidre, incidint en una interfície vidre-aire però més enllà de l'angle crític).
Tot i que tots els camps electromagnètics es regeixen clàssicament segons les equacions de Maxwell, diferents tecnologies o problemes tenen certs tipus de solucions esperades, i quan les solucions primàries impliquen la propagació d'ones, el terme evanescent s'aplica amb freqüència a components de camp o solucions que no comparteixen aquesta propietat.
Per exemple, la constant de propagació d'una guia d'ones de metall buida és una funció forta de la freqüència (una relació de dispersió). Per sota d'una freqüència determinada (la freqüència de tall) la constant de propagació es converteix en un nombre imaginari. Una solució de l'equació d'ona que té un nombre d'ona imaginari no es propaga com una ona sinó que cau exponencialment, de manera que el camp excitat a aquesta freqüència més baixa es considera evanescent. També es pot dir simplement que la propagació està "no permesa" per a aquesta freqüència.
La solució formal de l'equació d'ona pot descriure modes que tenen una forma idèntica, però el canvi de la constant de propagació de real a imaginària a mesura que la freqüència cau per sota de la freqüència de tall canvia totalment la naturalesa física del resultat. La solució es pot descriure com un "mode de tall" o un "mode evanescent"; :360mentre que un autor diferent només afirmarà que aquest mode no existeix. Com que el camp evanescent corresponent al mode es va calcular com a solució de l'equació d'ona, sovint es parla d'una "ona evanescent" tot i que les seves propietats (com ara no transportar energia) són incompatibles amb la definició d'ona.
Tot i que aquest article es concentra en l'electromagnètica, el terme evanescent s'utilitza de manera similar en camps com l'acústica i la mecànica quàntica, on l'equació d'ona sorgeix de la física implicada. En aquests casos, les solucions de l'equació d'ona que donen lloc a constants de propagació imaginàries també s'anomenen "evanescents" i tenen la propietat essencial que no es transfereix cap energia neta, tot i que hi ha un camp diferent de zero.

## Aplicacions d'ones evanescents
En òptica i acústica, les ones evanescents es formen quan les ones que viatgen en un medi sofreixen una reflexió interna total al seu límit perquè l'impacten en un angle superior a l'angle crític. L'explicació física de l'existència de l'ona evanescent és que els camps elèctrics i magnètics (o gradients de pressió, en el cas de les ones acústiques) no poden ser discontinus en un límit, com seria el cas si no hi hagués camp d'ones evanescents. En mecànica quàntica, l'explicació física és exactament anàloga: la funció d'ona de Schrödinger que representa el moviment de partícules normal al límit no pot ser discontínua al límit.
Les ones evanescents electromagnètiques s'han utilitzat per exercir pressió de radiació òptica sobre partícules petites per atrapar-les per a l'experimentació, o per refredar-les a temperatures molt baixes, i per il·luminar objectes molt petits com ara cèl·lules biològiques o molècules de proteïna i ADN individuals per a la microscòpia (com en el microscopi de fluorescència de reflexió interna total ). L'ona evanescent d'una fibra òptica es pot utilitzar en un sensor de gas, i les ones evanescents figuren en la tècnica d'espectroscòpia infraroja coneguda com a reflectància total atenuada.
En enginyeria elèctrica, les ones evanescents es troben a la regió del camp proper dins d'un terç de la longitud d'ona de qualsevol antena de ràdio. Durant el funcionament normal, una antena emet camps electromagnètics a la regió del camp proper circumdant, i una part de l'energia del camp es reabsorbeix, mentre que la resta s'irradia com a ones EM.
Recentment, s'ha fabricat una reixa de Bragg basada en grafè (cristall fotònic unidimensional) i ha demostrat la seva competència per a l'excitació d'ones electromagnètiques superficials a l'estructura periòdica mitjançant una tècnica d'acoblament de prismes.
En mecànica quàntica, les solucions d'ones evanescents de l'equació de Schrödinger donen lloc al fenomen del túnel mecànic ondulatori.
En microscòpia, els sistemes que capturen la informació continguda en les ones evanescents es poden utilitzar per crear imatges de superresolució. La matèria irradia ones electromagnètiques tant propagants com evanescents. Els sistemes òptics convencionals capturen només la informació de les ones que es propaguen i, per tant, estan subjectes al límit de difracció. Els sistemes que capturen la informació continguda en les ones evanescents, com la superlent i la microscòpia òptica d'escaneig de camp proper, poden superar el límit de difracció; però aquests sistemes es veuen limitats per la capacitat del sistema de capturar amb precisió les ones evanescents. La limitació de la seva resolució ve donada per
{\displaystyle k\propto {\frac {1}{d}}\ln {\frac {1}{\delta }},}
on {\displaystyle k} és el vector d'ona màxim que es pot resoldre, {\displaystyle d} és la distància entre l'objecte i el sensor, i {\displaystyle \delta } és una mesura de la qualitat del sensor.
De manera més general, les aplicacions pràctiques de les ones evanescents es poden classificar com (1) aquelles en què l'energia associada a l'ona s'utilitza per excitar algun altre fenomen dins de la regió de l'espai on l'ona viatgera original esdevé evanescent (per exemple, com en el microscopi de fluorescència de reflexió interna total) o (2) aquells en què l'ona evanescent acobla dos medis en els quals es permeten les ones que viatgen i, per tant, permeten la transferència d'energia o un partícules entre els mitjans (segons l'equació d'ona que s'utilitzi), tot i que no es permeten solucions d'ones que viatgen a la regió de l'espai entre els dos mitjans. Un exemple d'això és el túnel mecànic d'ona, i es coneix generalment com a acoblament d'ones evanescents.